# Славонски дијалекат
Славонски дијалект, односно источнославонски дијалект, је један од  дијалеката штокавског наречја. Спада у групу староштокавских дијалеката. Говори се првенствено у деловима источне Славоније (отуда и назив), где је подељен у две зоне, јужну (посавску) и северну (подравску). Такође се говори у појединим деловима Босанске Посавине, западног Срема, западне Бачке и јужне Барање.
Овим дијалектом првенствено говоре славонски Шокци, који су све до 19. века свој језик називали шокачким. Данас се већина славонских Шокаца изјашањава у смислу припадности хрватској нацији, те свој дијалекат сматра варијантом хрватског језика.